# 番薯仔哀歌
《番薯仔哀歌》是一本由蔡德本撰寫的自傳性長篇小說，背景設於台灣白色恐怖時期。該書最初以日語寫成，於1994年在日本出版。1995年，該書由遠景圖書翻譯為中文在台灣出版。

## 寫作背景與影響
該書作者蔡德本曾在1954年捲入政治案件，並因此入獄13個月，後獲得釋放。《番薯仔哀歌》就是根據他這段經歷改編的。評論認為，該書揭露了台灣白色恐怖時期台灣監獄的黑暗，是被害者開始揭露被害經歷的體現。
《番薯仔哀歌》曾獲巫永福文學獎、鹽分地帶台灣新文學特別貢獻獎、府城文學獎等獎項。

### 腳註
1. 1 2  彭瑞金. . 春暉出版社. 2000: 236  [2019-02-11]. （原始内容存档于2019-08-29）.
2. ↑  . 文學台灣雜誌社. 1995: 15  [2019-02-11]. （原始内容存档于2019-08-28）.
3. ↑  . 文藝資料研究及服務中心. 2001: 72  [2019-02-11]. （原始内容存档于2019-09-01）.
4. ↑  . 中外文學月刊社. 1997: 114  [2019-02-11]. （原始内容存档于2019-09-01）.